# Acartia clausi
Acartia clausi är en kräftdjursart som beskrevs av Giesbrecht 1889. Acartia clausi ingår i släktet Acartia och familjen Acartiidae. Arten är reproducerande i Sverige. Inga underarter finns listade i Catalogue of Life.

## Bildgalleri

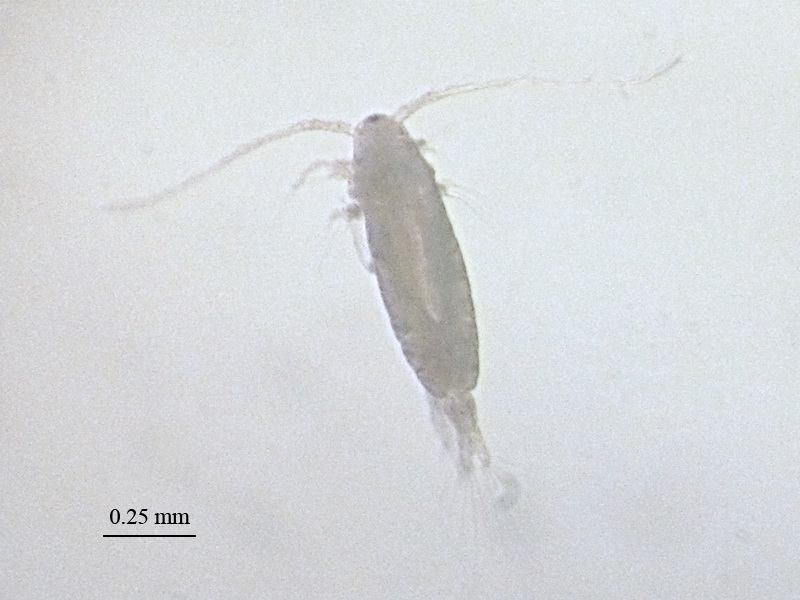